# Eprobemide
Eprobemide (INN) là một loại dược phẩm đã được sử dụng làm thuốc chống trầm cảm ở Nga (dưới tên thương hiệu là tên gọi là Bеol/Befol). Đây là một chất ức chế thuận nghịch không thể cạnh tranh của monoamin oxydase A  thể hiện hành động chọn lọc trên quá trình khử amin serotonin. Eprobemide khác với moclobemide chỉ trong chất liên kết kết nối mảnh morpholine với chlorobenzamide - moclobemide có hai nguyên tử carbon trong khi eprobemide có ba nguyên tử. Đăng ký của nó đã bị hủy vào ngày 30 tháng 12 năm 2003.